# 秋田県道69号本荘岩城線
秋田県道69号本荘岩城線（あきたけんどう69ごう ほんじょういわきせん）は、秋田県由利本荘市を起終点とする県道（主要地方道）である。

## 概要
秋田県道49号本荘大内線交点から路線が始まり、東方向から北東方向、北西方向へと進行方向を変えながら山間部を進み、羽後岩谷駅付近に抜ける。国道105号重複区間で羽越本線と交差し、折渡峠を越えて羽越本線沿いを北上する。羽後亀田駅手前で右に折れ、亀田市街地で国道341号に合流する。
折渡峠付近は「あじさいロード」と通称され、地元市民が整備したアジサイが約2kmに亘って沿道に並んでいる。

### 路線データ
- 総延長 : 24.448 km[2]
- 実延長 : 23.523 km[2]
- 起点 : 秋田県由利本荘市北の股字北の股9番1（秋田県道49号本荘大内線交点）[3]
- 終点 : 秋田県由利本荘市岩城亀田大町字肴町22番地先（国道341号交点）[3]
- 未供用区間 : なし[2]

## 歴史
- 1993年（平成5年）5月11日 - 建設省告示第千二百七十号で建設省が県道北ノ股岩谷線と岩谷岩城線を主要地方道本荘岩城線に指定する。
- 1994年（平成6年）4月1日 - 県道北ノ股岩谷線と岩谷岩城線を統合し、本荘岩城線として秋田県道に認定される[3][4]。

## 路線状況

### 重複区間
- 国道105号：由利本荘市大内三川字三川 - 由利本荘市岩谷麓 (0.9km)
  - 秋田県道9号秋田雄和本荘線（国道105号重複）
  - 秋田県道10号本荘西仙北角館線（国道105号重複）

### 冬期閉鎖区間
- 区間 : 由利本荘市北の股・起点の周辺 - 由利本荘市二又[5]
  - 期日 : 11月中旬 - 4月下旬[6]

### 交通不能区間
- なし[7]

### 道路施設
- 道の駅おおうち（羽後岩谷駅隣接）

## 地理
- 折渡峠

### 交差する道路
| 施設名 | 接続路線名                                                                           | 備考     | 所在地 |
| ------ | ------------------------------------------------------------------------------------ | -------- | --- |
|        | 秋田県道49号本荘大内線                                                               | 起点     | 由利本荘市北の股                                                                                                |
|        | 国道105号 （=秋田県道9号秋田雄和本荘線 重複） （=秋田県道10号本荘西仙北角館線 重複） | 重複区間 | 由利本荘市大内三川北緯39度26分56.9秒 東経140度5分57.7秒 由利本荘市岩谷麓北緯39度26分41.76秒 東経140度6分37.85秒 |
|        | 国道341号                                                                            | 終点     | 由利本荘市岩城亀田大町                                                                                          |

### 沿線の施設
- 赤田の大仏（長谷寺）
- 折渡延命地蔵尊・折渡千体地蔵
- JR東日本 羽越本線
  - 羽後岩谷駅（道の駅おおうち隣接）
  - 折渡駅
  - 羽後亀田駅
- 亀田城
- 由利本荘市役所・大内総合支所